# Cua de ventall septentrional
El cua de ventall septentrional (Rhipidura rufiventris) és un ocell de la família dels ripidúrids (Rhipiduridae) de controvertida classificació, nomenada pel Congrés Ornitològic Internacional Northern Fantail (cua de ventall septentrional).

## Hàbitat i distribució
Habita el bosc obert, clars, arbusts i manglars a les illes Petites de la Sonda, les Moluques, illes Raja Ampat, Nova Guinea, Arxipèlags D'Entrecasteaux, Louisiade i Bismarck, nord d'Austràlia i illes properes.

## Taxonomia
Si bé encara és considerada pel Congrés Ornitològic Internacional versió 13.2 2023 una espècie amb 19 subespècies, arran els treballs d'Eaton et al. 2021 altres classificacions consideren que en realitat es tracta de 7 espècies diferents:
- Rhipidura rufiventris (sensu stricto) – cua de ventall de Timor.[4] L'illa de Timor i les properes Semau i Wetar, a les illes Petites de la Sonda orientals.
- Rhipidura tenkatei Büttikofer, 1892 – cua de ventall de Roti.[5] Illa de Roti, propera al sud-oest de Timor, a les illes Petites de la Sonda.
- Rhipidura hoedti Büttikofer, 1892 - cua de ventall de les Banda.[6] Illes de Romang, Damar, Leti, Moa i Sermata, a l'est de Timor.
- Rhipidura assimilis Gray, GR, 1858 - cua de ventall de les Kai.[7] Illes Kai i les properes Tayandu i Watubela, a les Moluques sud-orientals.
- Rhipidura bouruensis Wallace, 1863 - cua de ventall de Buru.[8] Illa de Buru, a les Moluques occidentals.
- Rhipidura cinerea Wallace, 1865 - cua de ventall de Seram.[9] Illes de Seram i Ambon, a les Moluques orientals.
- Rhipidura isura Gould, 1841 - cua de ventall de Gould.[10] Kofiau, a les Raja Ampat, Nova Guinea i illes properes, arxipèlags de Louisiade, D'Entrecasteaux i Bismarck i Austràlia septentrional.

Encara aquest últim tàxon podria incloure més d'una espècie atenent Gregory 2017.